# Нікітський Олександр Васильович
Олександр Васильович Нікітський (* 1859 — † 1921) — історик-антикознавець.

## Життєпис та науковий доробок
Народився у 20 октября (1 ноября) 1859 в с. Мар'їно Новгородської губ., син священнослужителя.
Освіту одержав у Новгородській духовній семінарії та С.-Петербурзькому Історико-філологічному ін-ті (під керівництвом проф. Ф.Соловйова), після закінчення якого у 1882 переїхав до Одеси, де розпочав викладання грецької мови у духовній семінарії. 
З 1886 по 1899 працював в Імператорському Новоросійському університету на кафедрі класичної філології на посаді приват-доцента, де вів заняття з давньогрецької мови й розбору творів античних авторів. Він також був секретарем історико-філологічного товариства, заснованого при Імператорського Новоросійського університету в 1890. У 1895 захистив магістерську дисертацію на тему «Дельфийские епиграфические этюды» і став екстраординарним проф-м. У 1901 виїхав з Одеси до Юр'єва, де захистив докторську дисертацію «Исследование в области греческих надписей». У різний час був ординарним проф-м Юр'євського (1902—1908) та Московського ун-тів (1906—1908), обіймав посаду попечителя Оренбурзької навчальної округи (1908—1910). У 1902 став членом-кореспондентом С.-Петербурзької академії наук, а з 1917 — академиком РАН. Починаючи з 1911 перебував на службі у відомстві, а з 1914 — у Вченій раді при Міністерстві Народної освіти. Викладав грецьку словесність у Петроградському історико-філологічному ін-ті й одночасно був приват-доцентом (1912—1915) Петроградського ун-ту. Після революції 1917 залишився в Росії й був проф-м ВЖК (1917—1918). Із травня 1921 завідував розрядом археології грецьких колоній Півдня Росії Російської академії історії матеріальної культури, але у цьому ж році помер.
Головним напрямком наукової діяльності обрав для себе вивчення античної епіграфіки, у першу чергу, давніх дельфійских, етолійських та західно-локридських написів. Із цією метою він часто відвідував Грецію, де, у польових умовах, виявив цілу низку нових археологічних (наприклад, храм Асклепія біля міста Навпакта) та епіграфічних джерел. Крім публікацій нових відомостей, критично переробляв вже відомі дані й усталені концепції. Цій же проблематиці були присвячені його дисертації. Ці роботи, так само як й інші публікації в цій галузі, висунули О. Никитського до числа провідних спеціалістів з грецької епіграфіки.

### Наукові публікації
- Одна из неизданных надписей Олимпии // ЖМНП. — 1884. — № 9;
- Дельфийские эпиграфические этюды. — Одесса, 1894—1895;
- Исследования в области греческих надписей. — Юрьев, 1901. — 290 с.;
- О западно-локридских надписях // ЖМНП. — 1911.